# Совхозный (Катав-Ивановский район)
Совхо́зный — посёлок в Катав-Ивановском районе Челябинской области России. Административный центр и единственный населённый пункт Лесного сельского поселения. 

## География
Расположен в 2 километрах юго-западнее города Юрюзани и федеральной автодороги М-5 «Урал».

## Население
| 2002 | 2010 | 2011 | 2012 | 2013 | 2014 | 2015 |
| ---- | ---- | ---- | ---- | ---- | ---- | ---- |
| 698  | ↘572 | ↘570 | ↘558 | ↘549 | ↘540 | ↘535 |
| 2016 | 2017 | 2018 | 2019 | 2020 | 2021 |      |
| ↘525 | ↘512 | ↘498 | ↗515 | ↘510 | ↗530 |      |

По данным Всероссийской переписи, в 2010 году численность населения посёлка составляла 572 человека (258 мужчин и 314 женщин).

## Улицы
Уличная сеть села состоит из 1 улицы.